# Lemon & Paeroa
Lemon & Paeroa (L & P) — солодкий безалкогольний напій, вироблений у Новій Зеландії. Створений в 1907 році, він традиційно виготовляється шляхом поєднання лимонного соку з газованою мінеральною водою з містечка Паероа, і тепер ним володіє та виробляє багатонаціональна компанія Coca-Cola.
Lemon & Paeroa широко доступна в Новій Зеландії. Напій також поширений в супермаркетах Coles в Австралії, в ресторанах Gourmet Burger Kitchen у Великій Британії та в деяких спеціалізованих магазинах. L & P також використовується в якості змішувача в барах Нової Зеландії.

## Виноски
1. ↑  Lemon & Paeroa Soft Drink. Coles. Архів оригіналу за 3 березня 2016. Процитовано 17 травня 2016. [Архівовано 2016-03-03 у Wayback Machine.]